# إسبانيا في الألعاب الأولمبية الصيفية 2016
تشارك إسبانيا في دورة الألعاب الأولمبية الصيفية 2016 المقامة في ريو دي جانيرو بالبرازيل، في الفترة الممتدة من 5 حتى 21 أغسطس، بوفد قوامه 306 رياضي (162 رجال، 144 نساء) في 25 لعبة.

## روابط خارجية
- (بالإسبانية) الموقع الرسمي للجنة الأولمبية الإسبانية